# Identidades trans en Brasil
Las identidades trans en Brasil han estado presentes a lo largo de la historia republicana del país, y su estudio incluye la historia de las personas transgénero, transexuales, travestis, sean estas hombres, mujeres, de género fluido o no binarias, así como sus luchas y organizaciones en Brasil.
Antes de la colonización de Brasil, los indígenas respetaron diferentes géneros como la "cudinas", personas transfemeninas. Colonización incluyeron asesinados de esos personas y la imposicion structural del binarismo de género occidental. Hasta finales del siglo siglo XIX hubo arrestos de travestis negras, el primero era Xica Manicongo en 1591, y reportajes noticiosos ocasionales, pero no hubo mayor reconocimiento.
Cerca de 1920, hubo transformistas populares. En 1950, comenzaron a abrirse bares gay y las travestis se hicieron más populares en el teatro y en los espectáculos de reseñas. Ivaná fue la primera estrella travesti de este tipo. En 1959, el primer caso registrado de un hombre trans y cirugía de reasignación de sexo fue el de Mário da Silva, y en 1960 los boletines gay discutían diferentes identidades de género contemporáneas. En 1964, Rogéria, que se ganaría el título de "travesti de la familia brasileña", comenzó a hacerse popular.
La dictadura, que duró de 1964 a 1985, incluyó duras medidas gubernamentales contra las travestis, incluida la censura en los medios con Acto Institucional Número Cinco y arrestos masivos. Muchas travestis, incluida Rogeria, emigraron a París, y la mayoría de las travestis fueron presionadas sistemáticamente para que trabajaran en el trabajo sexual. Paralelamente, la primera cirugía a una mujer trans fue en 1971, lo que motivó la detención del médico actuante durante 2 años, y la primera actriz travesti que apareció en televisión fue Cláudia Celeste en 1977. En 1984, la activista travesti Brenda Lee, creó el "Palacio de las Princesas", una casa de apoyo para travestis víctimas de la violencia y el VIH.
La situación de los travestis empeoró después de la dictadura, con más detenciones masivas y asesinatos extrajudiciales. El movimiento por los derechos de los homosexuales se distanció de las travestis en aras de políticas de respetabilidad. En 1992, Kátia Tapety fue elegida concejal de la ciudad de Colonia do Piauí, la primera travesti elegida para un cargo público. El mismo año se formó la primera organización de personas trans, la "Associação das Travestis e Liberados" (ASTRAL). En 1993 comenzaron a albergar el "Encuentro Nacional de Travestis y Liberados", que pasaría a llamarse "Encontro Nacional de Travestis na Luta contra a AIDS" (ENTLAIDS) en 1996 y recibiría financiación del gobierno. Las travestis comenzaron a ser incluidas formalmente en el movimiento por los derechos LGBT en 1995 con la creación de la "Asociación Brasileña de Gays, Lesbianas y Travestis" (ABGLT). En 1997, el consejo federal de medicina aprobó las cirugías de cambio de sexo de forma experimental. La "Articulación Nacional de Travestis, Transexuales y Transgénero" (ANTRA) se formó en el año 2000, que se convertiría en la organización trans más grande de América Latina en 2013. La primera organización para hombres trans, la "Asociación Brasileña de Hombres Trans" (ABHT), se formó en 2012 y rápidamente fue reemplazada por el "Instituto Brasileño de Transmasculinidades" (IBRAT).
Desde que Transgender Europe comenzó a registrar información en 2008, Brasil ha tenido la tasa más alta de asesinatos de personas trans anualmente. En 2008, la cirugía de reasignación de sexo pasó a estar cubierta por el Sistema Único de Saúde, con el requisito de dos años de psicoterapia y apoyo médico. En 2009, el tribunal estableció el derecho de quienes se sometieron a la cirugía a cambiar su nombre y género en los certificados de nacimiento. En 2017, redujeron el requisito al reconocimiento judicial de la identidad transgénero, y en 2019 pasaron a exigir únicamente la autocertificación. En 2022, Erika Hilton y Duda Salabert se convirtieron en las primeras travestis elegidas para el congreso nacional.

## Pueblos precolombinos y colonización
En el siglo XVI, los sacerdotes jesuitas registraron encuentros con indígenas nacidas mujeres que vivían como hombres, tomaban esposas y se ofendían mucho por ser llamadas mujeres. En 1587, el "Tratado Descriptivo de Brasil" describieron las "Cudinas", indios transfemininas quien tratado como mujeres.  Xica Manicongo, una prostituta africana, fue la primera travesti registrada en Brasil. Trabajó como zapatera, y en 1591 se presentó una denuncia contra ella ante el tribunal del Santo Oficio por vestirse de mujer.  Otra travesti africana, Joane, fue acusada de lo mismo durante esa visita. Aproximadamente en 1614, el sacerdote capuchino francés Yves d'Evreux relató el asesinato de un "hermafrodita", a quien ordenó atar a un cañón y fusilarlo frente a los líderes nativos; a la persona su líder tribal, a quien le habían ordenado bautizarla y matarla, le dijo que tendría un cuerpo de mujer en el cielo.
Desde la década de 1750, el portugués estableció un control administrativo sobre el sexo y el género en la vida cotidiana, ordenando a la heterosexualidad y adhesión a las normas y roles de género occidentales. En 1771, la primera constitución del arzobispado de Bahía establecía una pena de multa de 100 cruzados y el destierro por "travestirse" como mujer. Durante los siguientes 100 años en Brasil, hubo repetidos arrestos por "travestismo", principalmente contra travestis negras. En la segunda mitad del siglo XIX, los periódicos brasileños informaron casos sensacionalistas de travestis.

## SigloXX

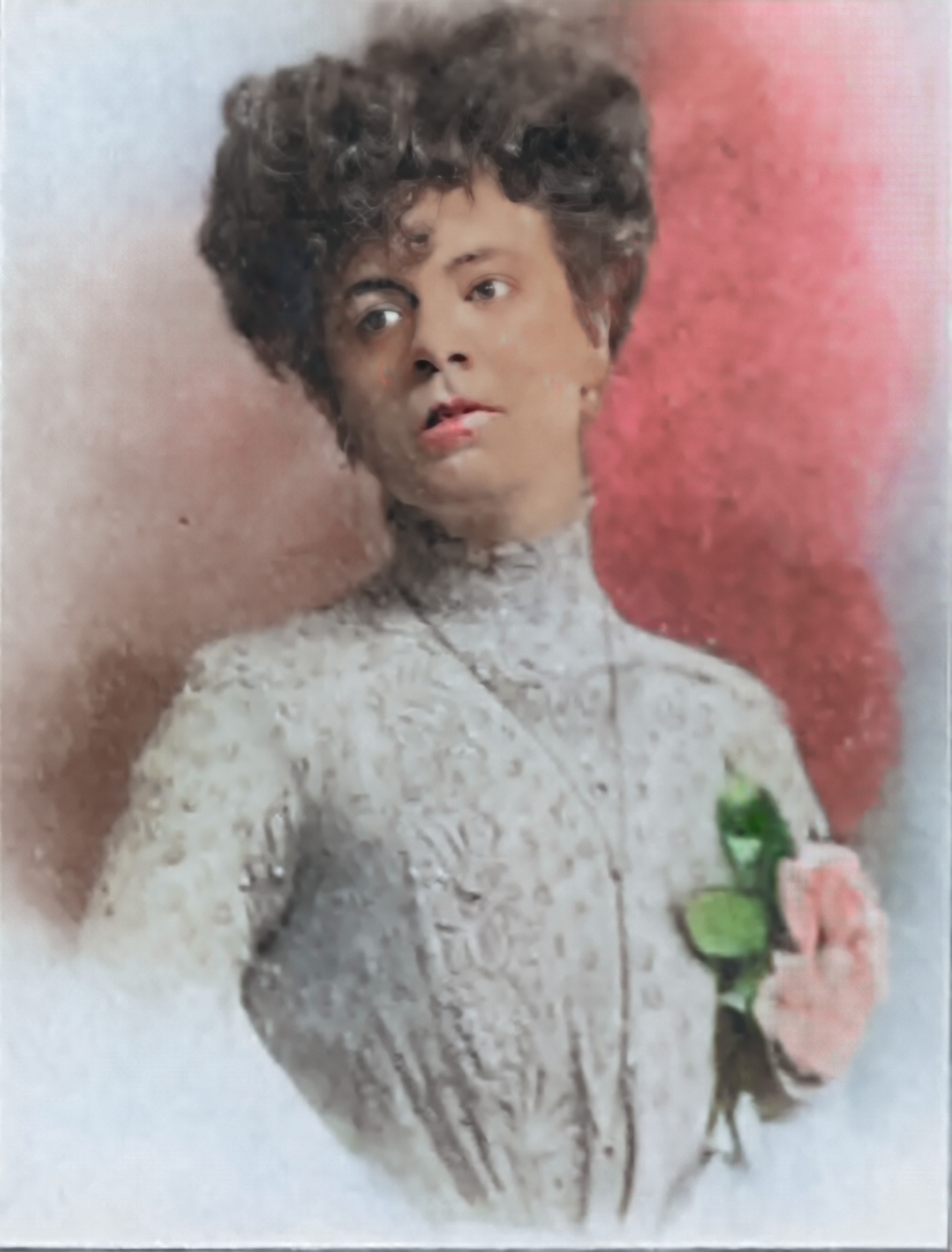
Dina Alma de Paradeda, una mujer trans y socialité brasileña que nació en 1871. Murió por suicidio en 1906 en Berlín, donde había sido una figura destacada en los bailes locales.

En las décadas de 1920 y 1930, artistas como John Bridges y Aymond tuvieron éxito imitando a actrices populares de la época. En las décadas de 1950 y 1960, se abrieron bares gay en Copacabana, Río de Janeiro y travestis ganaron una mayor aceptación en el teatro, habiendo sido anteriormente relegados al carnaval y los bailes de invertidos.
En la década de 1950, espectáculos de revista estaban en la cima de su popularidad. En 1953, Ivaná Monteiro Damião se convirtió en la estrella de esos espectáculos y apareció en varias películas como una mujer en los años 50 y 60. Fue presentada como una artista francesa de visita, aunque era portuguesa y había vivido mucho tiempo en Río de Janeiro. Al principio, su sexo estaba oculto, antes de que los productores comenzaran a utilizarlo en su marketing. Con frecuencia se la cita como la primera travesti famosa del teatro brasileño, aunque ella misma le da el crédito a Aymond.
En 1959, la revista O Cruzeiro publicó una historia sobre Mário da Silva, un hombre trans que a los 18 años se sometió a una cirugía de confirmación de género en su ciudad natal de Itajaí. En 1963, la revista gay O Snob tuvo un discurso sobre las diferentes identidades de género en el ambiente gay de Río, que incluía "bichas", "bofes", "bonecas", y "entendidos".

### Dictadura civil-militar (1964-1985)

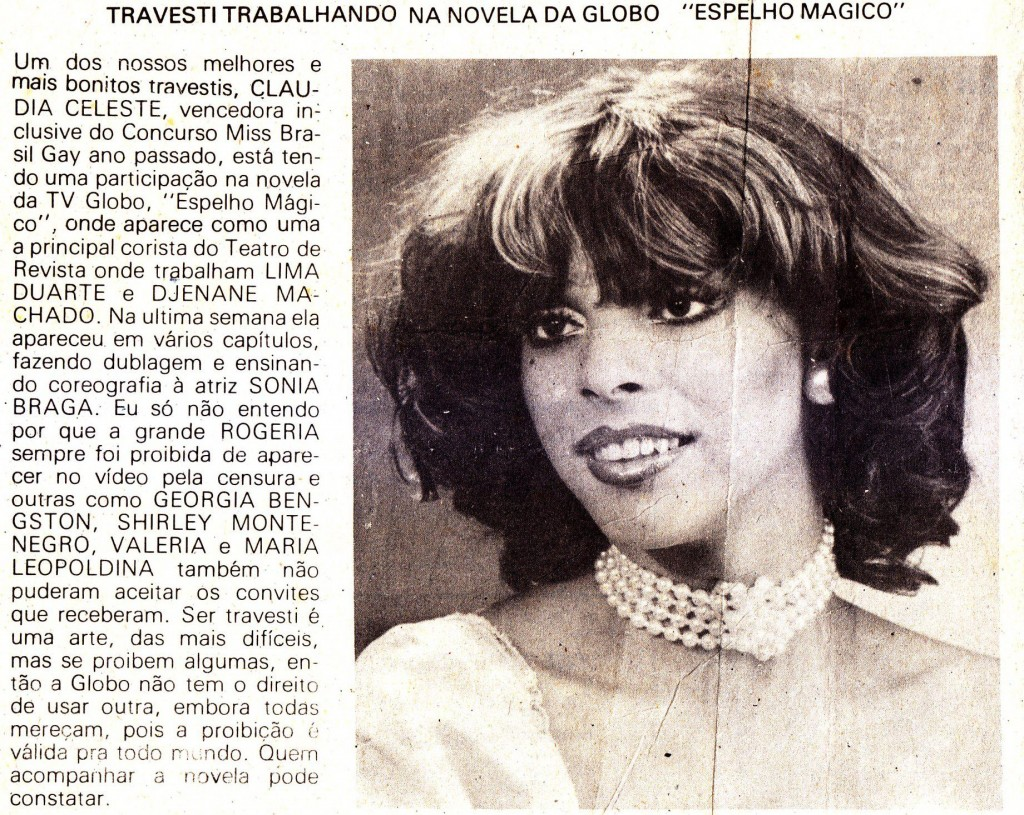
Recorte de periódico con fotografía de Cláudia Celeste sobre la telenovela Espelho Mágico en 1977.

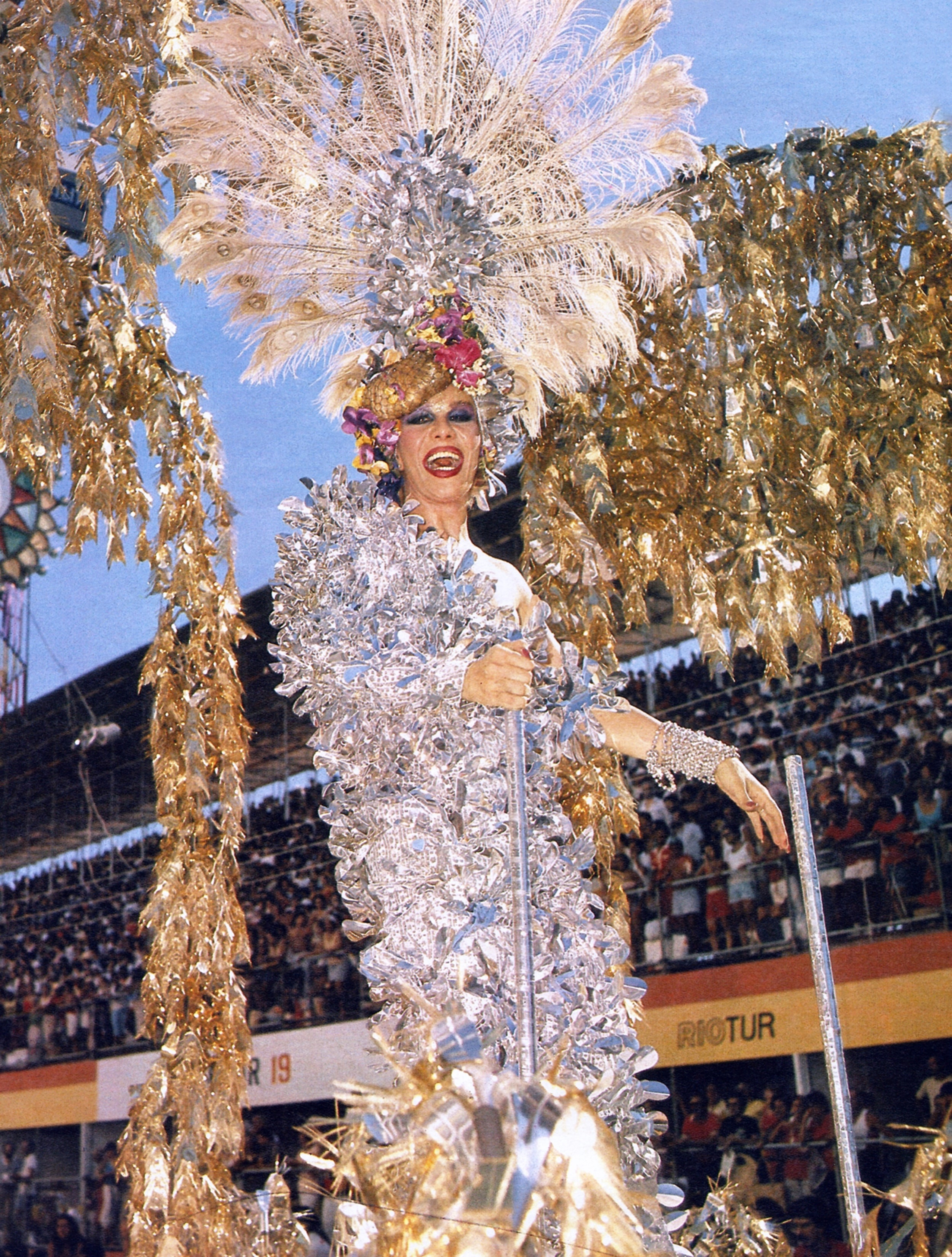
Rogéria, "la travesti de la familia brasileña", en 1982.

En 1964, Rogéria comenzó a protagonizar espectáculos de revista y poco después se mudó a Europa con otras travestis famosas, convirtiéndose en una de las primeras travestis en recibir un tratamiento hormonal. A finales de los años 1960 y principios de los años 1970, la mayoría de los travestis tomaban hormonas. Poco después de que esas estrellas huyeran, principalmente a París, aproximadamente 200 travestis las siguieron hasta la ciudad.  A finales de los años 70 vivían allí unas 500 travestis, número que creció a aproximadamente 2000 en los años 80. La mayoría de los travestis fueron presionados sistemáticamente para que se prostituyeran durante este período.
En 1968, después de Ato Institucional de número 5 (AI-5), José de Magalhães Pinto, el ministro de Relaciones Exteriores, cazaba personas LGBT y formó una comisión para investigar a subversivos sospechosos de ser LGBT. En 1970, la dictadura aprobó el decreto 1077, que les otorgaba poder para censurar las comunicaciones que consideraran una amenaza a la institución de la familia. A mediados de la década de 1970, en São Paulo, más de 2000 travestis fueron arrestadas sistemáticamente y tratadas como prisioneras políticas. En 1980, en el carnaval en Río de Janeiro, la policía atacó, torturó y mató a homosexuales y travestis en un bar local. En 1981, el ejército inició la Operación Rondão, que tuvo como objetivo a los travestis y arrestó a 1500 en una semana antes de que se enfrentara a una gran contraprotesta.
En 1971, Valdirene Noguiera recibió una cirugía de confirmación de género del médico Roberto Farina. La cirugía, realizada en el hospital Oswaldo Cruz de São Paulo, fue un éxito; sin embargo, Farino fue acusado por el Estado de lesiones corporales y condenado a dos años de prisión. Entre 1978 y 1981 se publicó el primer periódico LGBT de Brasil, Lampião da Esquina, que llamó la atención sobre los asesinatos, a menudo a manos de la policía, de homosexuales y travestis, así como sobre la lucha por los derechos y la aceptación LGBT. En 1980, lamentó la exclusión de travestis del I Encuentro Brasileño de Homosexuales.
En 1977, Cláudia Celeste fue la primera actriz travesti de televisión en Brasil. Rogéria regresó en los años 70 y fue una estrella de teatro, televisión y cine con el sobrenombre de "la travesti de la familia brasileña" desde 1980 hasta su muerte en 2017. Claudia Wonder fue una estrella de rock travesti en los años 80 y a diferencia de sus predecesoras su trabajo era contracultural y se mezclaba con el activismo lgbt. En 1984, Brenda Lee, una travesti de São Paulo, fundó el "Palacio de las Princesas" en su casa, acogiendo a travestis seropositivas y víctimas de la violencia. Se le cambió el nombre a "Casa de Apoyo de Brenda Lee" en 1986 y todavía está abierto.

### Período post dictadura (1986-1999)

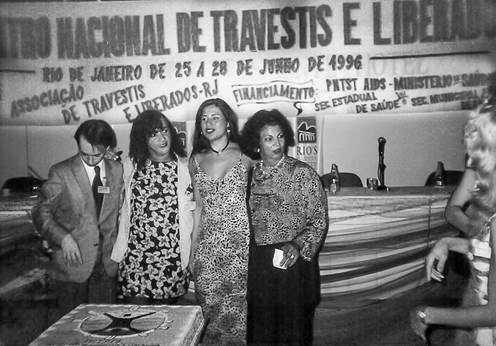
IV ENTLAIDS en 1996. De izquierda a derecha: André Fernandes, Jovanna Baby (presidente de ASTRAL), Indianara Siqueira y Kátia Tapety.

Después de la dictadura, en la segunda mitad de la década de 1980, la situación de los travestis empeoró. La policía militar contaba con la ayuda de grupos paramilitares y vigilantes a la hora de cazar travestis: podían matar sin temor a consecuencias legales. El 27 de febrero de 1987, la policía de São Paulo lanzó la "Operación Tarántula", un programa que apuntaba a las travestis por su identidad; fue suspendido oficialmente el 10 de marzo debido a la presión de grupos de derechos LGBT luego del arresto de aproximadamente 300 travestis.
En 1987, el presidente del grupo Triângulo Rosa, João Antônio de Souza Mascarenhas, se presentó ante el consejo nacional para decir que habría confusión entre homosexuales y travestis. En la Asamblea Constituyente de 1988, los activistas del Movimiento Homosexual Brasileño (MHB) se movieron para agregar la orientación sexual como una clase protegida en una cláusula de no discriminación; mientras hablaban diferenciaban a los "homosexuales respetables" como ellos de los "travestis".
En la década de 1990, el Instituto Superior de Estudos da Religião (ISER) desarrolló un proyecto de prevención del VIH/sida que distribuyó suministros a las trabajadoras sexuales. Jovanna Baby trabajó como referente para travestis desde 1990 en adelante. El 2 de mayo de 1992, Baby y otras trabajadoras sexuales travestis se reunieron en ISER para formar la primera organización política travesti de América Latina y la segunda del mundo, la Associação das Travestis e Liberados (ASTRAL), con Baby como presidente. Las primeras acciones de ASTRAL fueron organizarse contra la violencia policial y las detenciones indiscriminatorias de trabajadoras sexuales travestis, además de organizarse para una mejor atención a las personas con VIH/sida.
Hasta la década de 1990, los travestis y transexuales no estaban incluidos formalmente en el Movimiento Homosexual Brasileño (MHB). En 1993, ASTRAL organizó el primer Encuentro Nacional de Travestis y Liberados, con el lema "La ciudadanía no tiene la ropa adecuada". Asistieron 95 miembros de 5 estados. En 1995, por primera vez, las organizaciones de travestis participaron formalmente de un espacio de movimiento, con el VIII encuentro brasileño de gais y lesbianas. Las travestis pasaron a formar parte de la sigla, con la creación de la Asociación Brasileña de Gais, Lesbianas y Travestis (ABGLT). En 1996, en la cuarta reunión, comenzó a recibir financiamiento del Programa Nacional de DST-AIDS de gobierno federal y pasó a llamarse Encontro Nacional de Travestis na Luta contra a AIDS (ENTLAIDS).
En 1992, Kátia Tapety fue elegida concejala de Colonia do Piauí, siendo la primera travesti abierta en ocupar un cargo electivo en Brasil. En 1997, se formó el Movimiento Transexual de Campinas (MTC) a partir de contactos entre organizaciones ENTLAIDS. Se distinguió por preocupaciones pedagógicas sobre la transexualidad y por mantener una fuerte relación con servicios de salud como el Hospital das Clínicas de la Universidad Estadual de Campinas (UNICAMP). El mismo año, las cirugías de reasignación genital dejaron de ser consideradas un "delito de mutualidad" y comenzaron a realizarse de manera experimental en algunos hospitales universitarios según la Resolución 1482/97 del Consejo Federal de Medicina.
A fines de la década de 1990, no había consenso nacional sobre el uso de términos de identidad. La letra "T", en "GLT" o "GLBT" podría significar "travestis", "transexuales" y/o "transgéneros". La mayoría de los activistas travesti y transexuales no se reconocen en el término "transgénero". Finalmente, las personas trans brasileñas comenzaron a usar "trans" mientras rechazaban "transgénero".
En 1999, en Río de Janeiro, la Disque Defesa Homosexual (DDH) fue formada por la oficina estatal de seguridad pública en conjunto con activistas e investigadores lgbt con representación tripartita de un hombre gay, una lesbiana y un travesti. El objetivo de la DDH era cambiar la policía de una institución opresiva hacia las personas LGBT a una que las proteja. En diciembre de 2000, en Curitiba, se formó la Articulación Nacional de Travestis, Transexuales y Transgénero (ANTRA), que para 2013 tenía más de 80 organizaciones de membresía y era la red de personas trans más grande de América Latina.

## SigloXXI

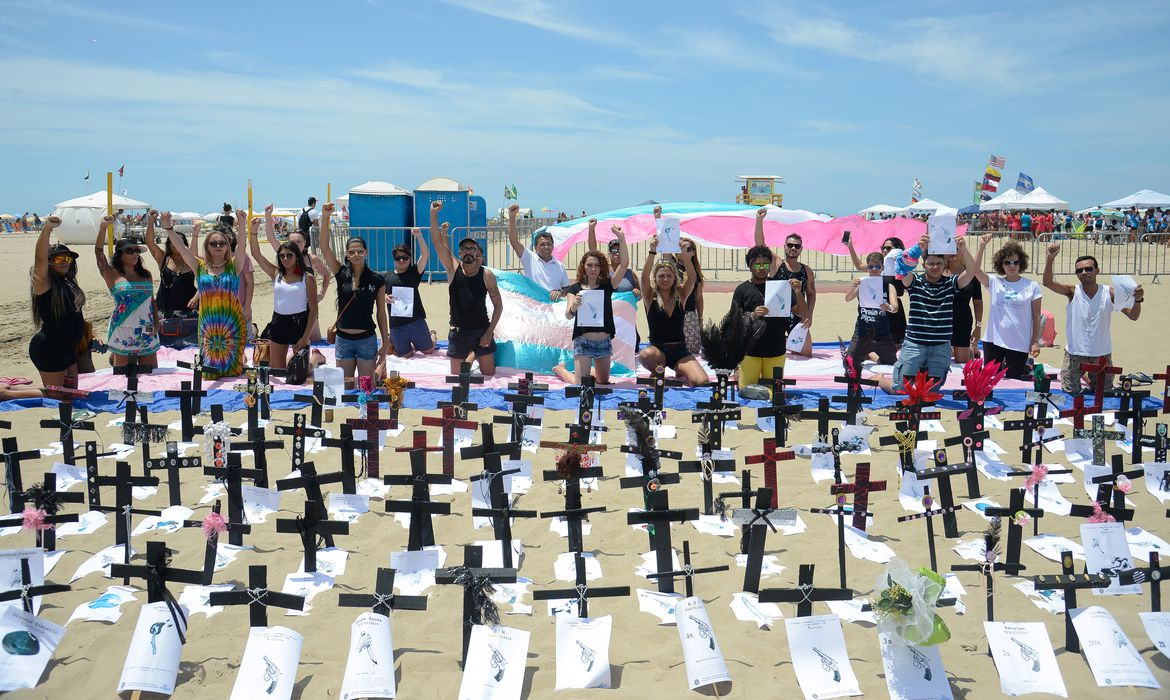
144 cruces negras erigidas en la playa de Copacabana en el Día de la Visibilidad Trans en 2017 para representar a cada persona trans asesinada en Brasil en 2016

En 2008, en el vigésimo segundo EBGLT en Brasilia, un grupo organizó el primer encuentro nacional de transexuales con la participación de aproximadamente 30 líderes nacionales. El mandato ABGLT 2010-2013 fue el primero en tener una travesti en la junta directiva, además de una vicepresidenta trans. La primera organización para hombres trans, la Asociación Brasileña de Hombres Trans (ABHT), fue fundada en julio de 2012. Fue efímera y finalmente fue reemplazada por el Instituto Brasileño de Transmasculinidades (IBRAT), fundado el 13 de junio. IBRAT ayudó a organizar la primera Reunión Nacional de Hombres Transgénero (ENAHT) en marzo de 2015.
En octubre de 2008, el Ministerio de Salud comenzó a ofrecer cirugía de reasignación de sexo a través del Sistema Único de Saúde, el sistema público de salud de Brasil; los requisitos incluían dos años de psicoterapia y la aprobación de los funcionarios de salud locales. En 2009, el Tribunal Superior de Justicia (TSJ) reconoció el derecho de las mujeres transgénero operadas a cambiar su nombre y género en su certificado de nacimiento. En 2017, el TSJ reemplazó el requisito de la cirugía por el de demostrar judicialmente la identidad transgénero. En 2018, GADVS, una organización legal LGBT, junto con activistas LGBT, argumentaron con éxito a favor de nuevas reglas de reconocimiento de identidad de género; el Supremo Tribunal Federal (STF) dictaminó que personas trans pueden tener cédulas de identidad y documentos oficiales en congruencia con género y nombre sin requisitos médicos, legales o judiciales. En 2019, el STF emitió un fallo que penaliza la LGBTfobia, aunque un estudio de 2021 encontró 34 barreras para su implementación.
Según un informe de Transgender Europe publicado en 2021, Brasil tuvo la mayor cantidad de asesinatos contra personas trans y queer en todo el mundo por decimotercer año consecutivo; de los 375 asesinatos registrados a nivel mundial ese año, 125 ocurrieron en Brasil, aunque el informe aclaró que esa cifra puede ser una subestimación debido a casos no denunciados y muertes no registradas. ANTRA publicó un informe a principios de 2021 que calculaba 175 transfemicidios en 2020, el 82% de los cuales se cometieron contra personas negras. La pandemia de COVID-19 también empeoró las disparidades socioeconómicas y de salud preexistentes: alrededor del 70% de las personas queer y trans no pudieron acceder a los servicios de emergencia, algunas tuvieron que detransición cuando regresaron a familias que no las apoyaban debido a despidos masivos, y los suicidios entre personas trans aumentaron durante el encierro.
En las elecciones generales de octubre de 2022 fueron elegidas las primeras legisladoras travestis para el Congreso Nacional: Erika Hilton y Duda Salabert, concejales de Sao Paulo y Belo Horizonte respectivamente. ANTRA rastreó a más de 30 candidatos trans que se presentaron a las elecciones, aproximadamente el 80% de los cuales recibieron acoso e intimidación, que incluyeron amenazas de muerte.